# Anna (rozhledna)
Rozhledna Anna se nachází na Anenském vrchu, kóta 991 m n. m., asi 7 km severovýchodně Rokytnice v Orlických horách, katastrální území obec Bartošovice v Orlických horách. Vrch leží na Anenském hřbetu, podokrsku Orlických hor.

## Historie rozhledny
Od roku 1766 stála na Anenském vrchu dřevěná kaple sv. Anny. Roku 1856 byla zbudována kamenná kaple, přibyl kamenný kříž a roku 1870 socha sv. Marie. Kaple byla ještě přestavěna roku 1880. V její těsné blízkosti byla roku 1910 postavena 8 m vysoká dřevěná věž s vyhlídkovou plošinou pro 4 osoby, která zanikla ke konci první světové války. Kolem roku 1935 je zadokumentována v sousedství kaple triangulační věž. V roce 1937 v souvislosti s výstavbou československého opevnění byla kaple rozebrána a postavena v osadě Hadinec (část obce Bartošovice v Orlických horách. V okolí vrcholu byly tehdy zbudovány dva objekty těžkého opevnění R-S 84 „Arnošt“ a R-S 85 „Anna“.
Z iniciativy Rokytnice v Orlických horách a Bartošovic se v roce 2010 přistoupilo k výstavbě rozhledny podle projektu architekta Olšiny, investorem byly Lesy ČR a.s. Stavba probíhala od července do října, slavnostní otevření bylo 28. října 2010. Jde o dřevěnou věž o výšce 17 metrů s vnitřním točitým ocelovým schodištěm o šedesáti pěti schodech a jediným vyhlídkovým ochozem ve 12 metrech. 
V roce 2024 proběhla rekonstrukce rozhledny, která si vyžádala její dvouměsíční uzavření. Bylo nutné vyměnit sloupy nosné konstrukce.

## Přístup
Pěšky po modré turistické značce z obce Říčky v Orlických horách, po zelené z Horní Rokytnice popřípadě po Jiráskově cestě (červená TZ) od tvrze Hanička. Nejbližší železniční stanice je Rokytnice v Orlických horách. Rozhledna je přístupná po celý rok.

## Výhled
Z rozhledny byl v době výstavby kruhový výhled na Orlické hory, Králický Sněžník, do Kladska, rozhlednu na Suchém vrchu, okolí Rychnova nad Kněžnou a Žamberku.

## Fotogalerie

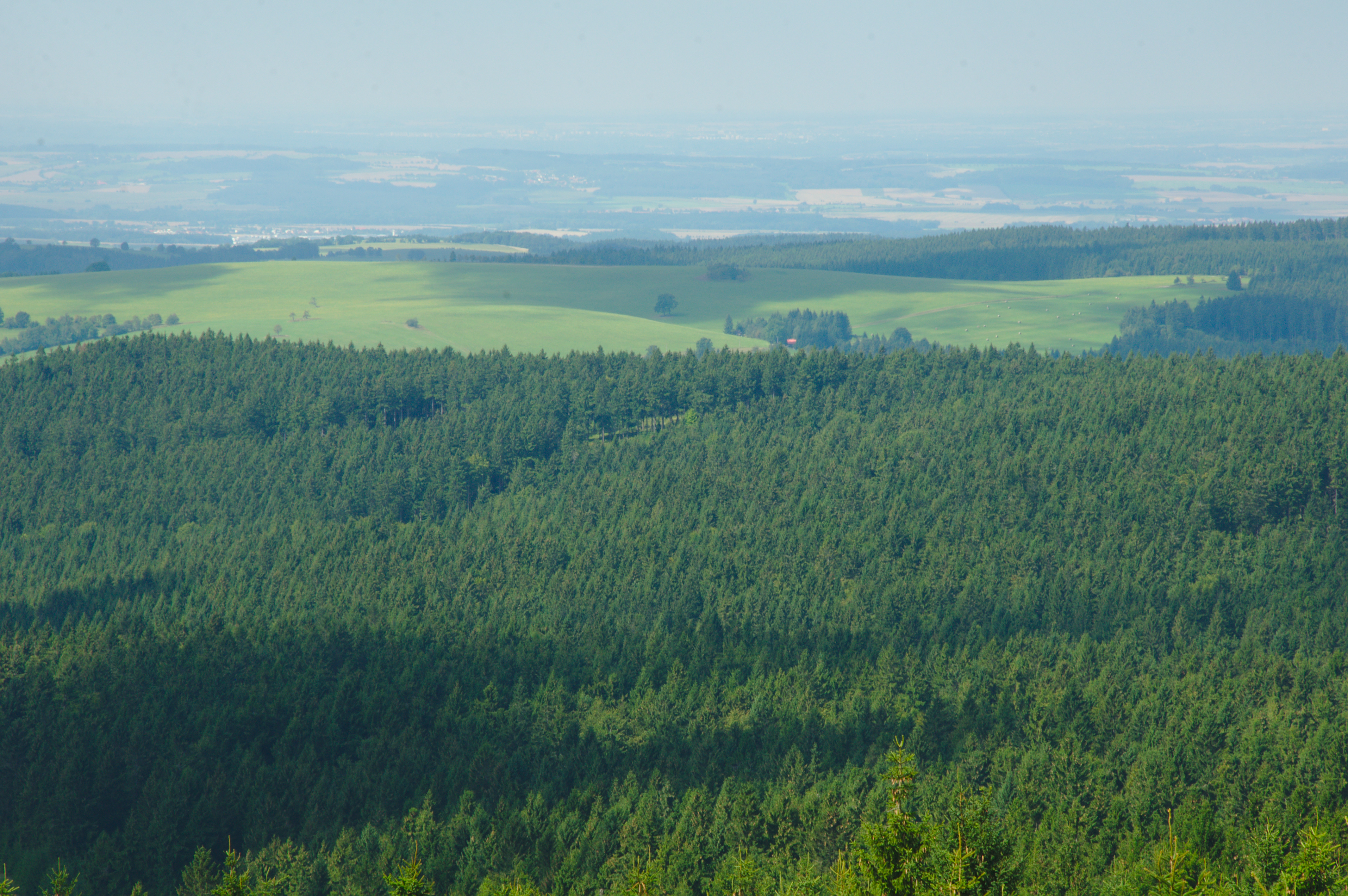
Výhled z rozhledny
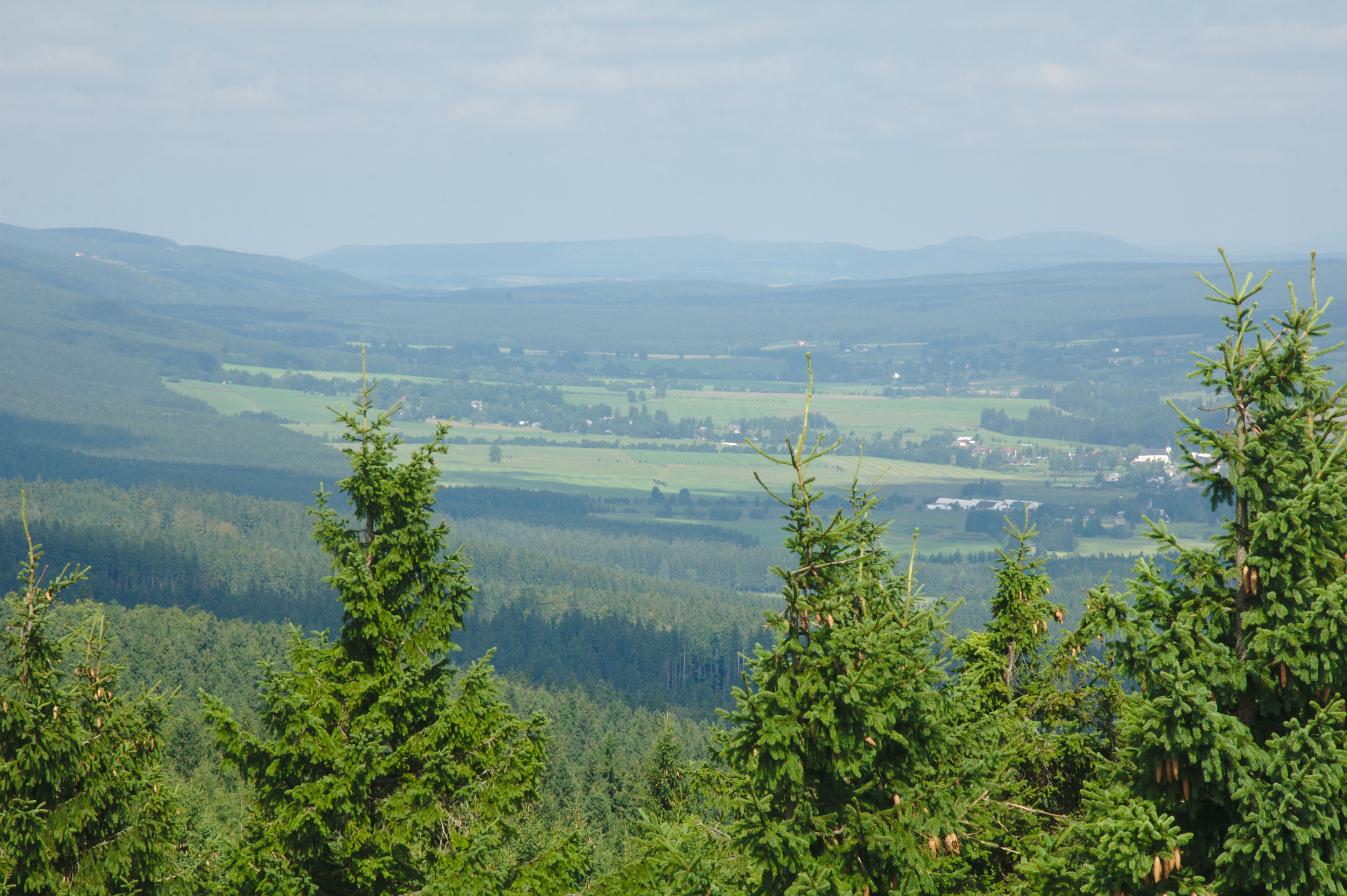
Výhled z rozhledny
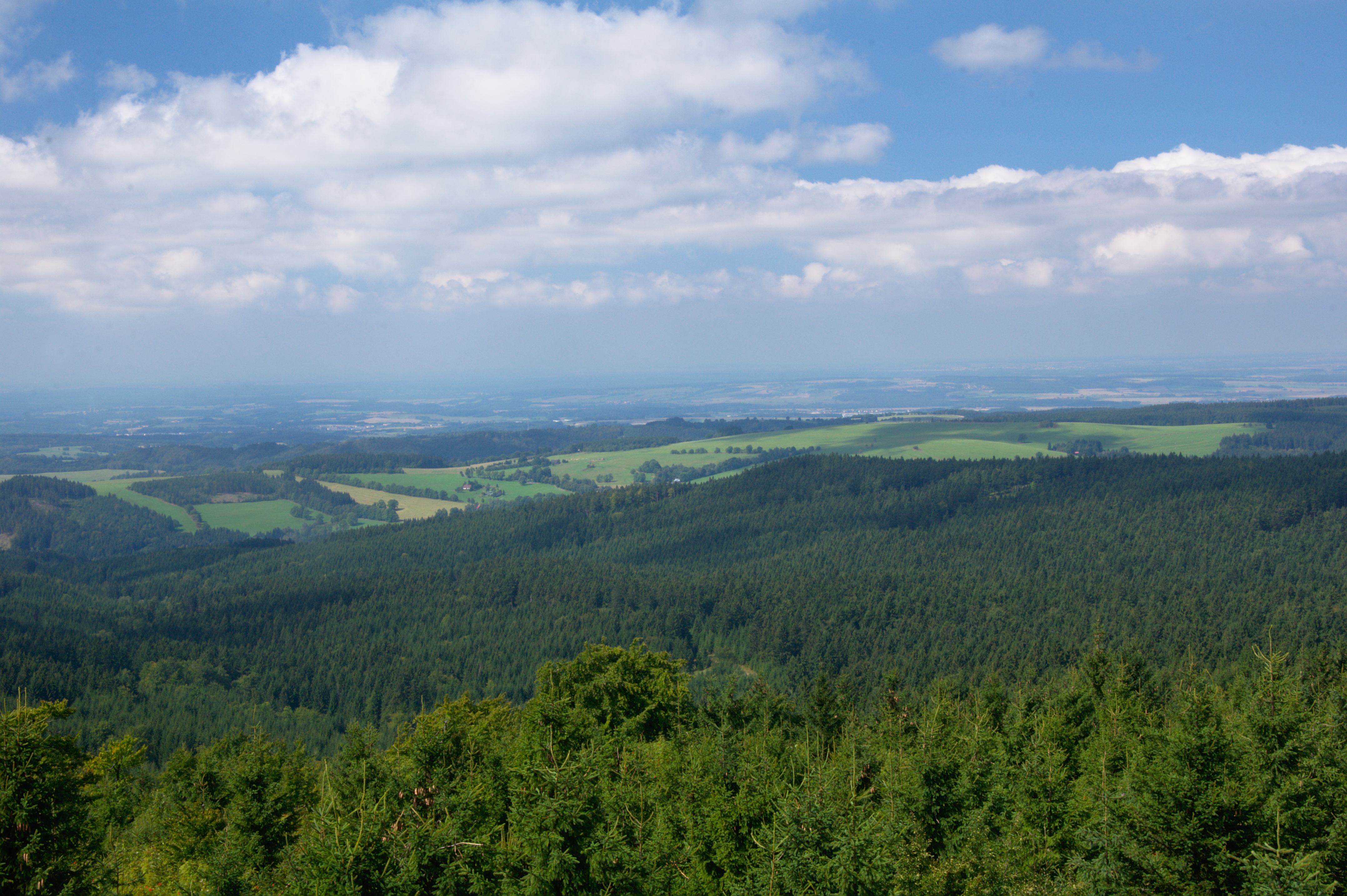
Výhled z rozhledny
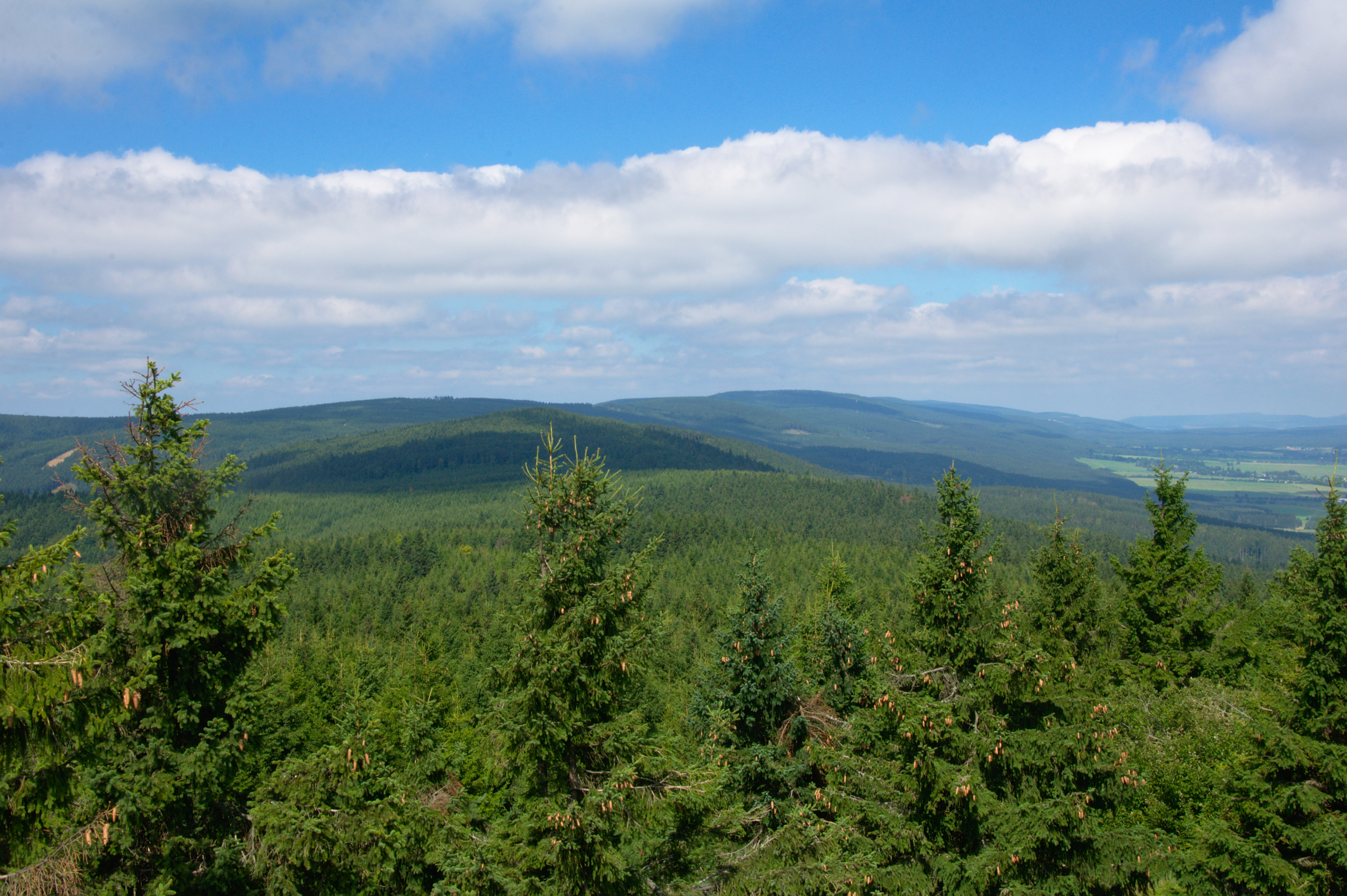
Výhled z rozhledny